# 五所川原市立三好小学校
五所川原市立三好小学校（ごしょがわらしりつ みよししょうがっこう）は、青森県五所川原市大字鶴ヶ岡にあった公立小学校。2024年（令和6年）度（閉校時点）の児童数は30名。なお、本項では、終戦後まで存在した旧三好小学校の変遷ついても、併せて記述する。

## 概要
- 本校は、2004年4月に鶴ヶ岡・藻川の各小学校が統合して設立された学校である。主な進学先は、五所川原第一中学校。
- 校舎は、旧三好中学校の施設を使用する。
- へき地学校に認定されている（ただし、へき地等級はなし）[2]。

## 沿革
（旧）三好小学校
- 1876年（明治9年）10月30日 - 「鶴ヶ岡小学校」開校。
  - この間の沿革は、五所川原市立鶴ヶ岡小学校#沿革を参照せよ。
- 1941年（昭和16年）4月1日 - 国民学校令により、鶴ヶ岡高等尋常小学校から、三好国民学校に改称。
- 1947年（昭和22年）4月1日 - 新学制施行により、三好村立三好小学校に改称。同日から、三好中学校を併置し、高等科生を中学校に移籍。
- 1951年（昭和26年）4月1日 - 鶴ヶ岡小学校に改称（三好小学校としては一旦廃校）。学区の一部を分離し、藻川小学校設立。

（現）三好小学校
- 2004年（平成16年）4月1日 - 鶴ヶ岡と藻川の両小学校を統合し、53年ぶりに三好小学校設立（事実上の再設）。
- 2014年（平成26年） - 十周年記念式典挙行。
- 2024年（令和6年）5月25日 - 最後の運動会開催[3]。
- 2025年（令和7年）
  - 2月21日 - 閉校式挙行[1]。
  - 3月19日 - 最後の卒業証書授与式挙行[3]。
  - 3月26日 - 最後の修了式と離任式挙行[3]。
  - 3月31日 - 五所川原小学校に統合され、閉校[4][1]。

## 通学区域と進学先中学校
出典

### 通学区域
- 鶴ヶ岡、高瀬、藻川（三好地区全域）

### 進学先中学校
- 五所川原市立五所川原第一中学校

## 周辺
- 三好郵便局
- 青森県道151号蒔田五所川原線
- 岩木川
- 弘南バス「三好支所前」バス停

## アクセス
- 弘南バス藻川線で、「三好支所前」バス停下車後、
  - 五所川原営業所行のりばから、徒歩約175m・約4分。
  - 下藻川行のりばから、徒歩約185m・約4分。
- 五所川原駅から、
  - 上述の弘南バス藻川線で、「三好支所前」バス停下車後、徒歩。
  - 車で約9.1km・約15分。
- 五所川原市役所から、車で約9.1km・約15分。

## 参考資料
- 『青森県教育史 別巻』（青森県教育委員会・1973年12月20日発行）「学校沿革 小学校」733頁「鶴ヶ岡小学校・藻川小学校」
- 『五所川原市史 通史編2』（五所川原市・1998年3月31日発行）637頁「第二章 市制施行後の五所川原・第七編 現代の五所川原・第五節 教育と文化 ・一 諸学校の変遷」及び「図26 小学校変遷図」